# Ippolito Pindemonte
Ippolito Pindemonte est un poète italien né à Vérone en 1753 et mort en 1828. Il est le frère de Giovanni Pindemonte.

## Biographie
Tout enfant, Ippolito Pindemonte fut admis dans l’ordre de Malte et il signala ses dispositions précoces pour la poésie en composant des pièces de vers légères et en traduisant la Bérénice de Racine. Désireux de voyager, il parcourut le midi de l’Italie, la Sicile, puis se rendit à Malte, où il resta jusque vers 1783, quitta l’ordre à la suite d’une maladie qui avait fortement ébranlé sa santé, revint alors dans sa famille et fixa sa résidence à sa campagne d’Aversa, près de Vérone. C’est là qu’il écrivit ses Poésies champêtres (1785), agréables et gracieuses compositions, au style élégant et naturel, et qui rappellent sans trop d’infériorité les exquises productions de Gray.
Reprenant ensuite le cours de ses voyages, il visita successivement la Suisse, la Hollande, la France, où il se rendit en 1788, se lia, à Paris, avec plusieurs littérateurs distingués, notamment avec son compatriote Alfieri, qu’il avait déjà connu à Venise, parcourut ensuite l’Angleterre et l’Allemagne, puis revint en Italie (1791), séjourna dans plusieurs villes de la péninsule et retourna enfin à Vérone (1795), où il assista à l’envahissement de l’armée française.
Pindemonte ne cessa de cultiver les lettres jusque dans ses dernières, années, qui furent attristées par le mauvais état de sa santé et par la perte de ses amis intimes, Foscolo et Monti. C’était un homme rempli de qualités, aux manières aimables, au vaste savoir, et qui s’était concilié de nombreuses sympathies. Ses ouvrages sont, en général, empreints de grâce, de mélancolie, de douceur et d’élévation.

## Œuvres
Citons de ce poète : Volgarizzamento dal latino e dal greco in versi italiani (Vérone, in-8°) ; Versi (Bassano, 1784, in-8°), recueil publié sous le pseudonyme de Polidete Melponio ; Saggio di poesie campestri (Parme, 1785) ; Poesie (Pise, 1788); Arminio (Pise, 1804, in-8°), tragédie non destinée à la représentation et qui contient des beautés du premier ordre ; Epistole in versi (Vérone, 1805, in-12) ; I Sepolcri (Vérone, 1805, in-8°), poème plein de sentiments pathétiques et de pensées élevées sur l’immortalité ; Sermoni (Vérone, 1808), satires à la manière d’Horace, dans lesquelles il fustige les vices et les folies de son temps avec plus d’esprit que de vigueur et d’indignation ; Stanze (Vérone, 1828). Parmi ses autres ouvrages, nous citerons sa traduction en vers blancs de l’Odyssée d’Homère (1809-22), laquelle est fort estimée, et ses Elogi di letterati (1825-1826), contenant des notices biographiques sur S. Maffei, L.Targa, A. Tirabosco, Gaspard Gozzi, etc. Ses Œuvres complètes ont été publiées à Milan (1829, 2 vol. in-16).
« Les productions de ce poète, dit, M. Alby, offrent des métaphores vives et justes, des comparaisons et des descriptions aussi neuves que pleines de vérité ; un style harmonieux, grave, correct et original. On voit par ses écrits que, s’il s’était inspiré de la littérature nationale et étrangère, il avait encore plus étudié la nature, et c’est pour cela que sa renommée vivra autant que la langue italienne. »

## Source
- « Ippolito Pindemonte », dans Pierre Larousse, Grand dictionnaire universel du XIXe siècle, Paris, Administration du grand dictionnaire universel, 15 vol., 1863-1890 [détail des éditions].